# Stefanie Stantcheva
Stefanie Stantcheva (nacida en Bulgaria) es una economista francesa que actualmente se desempeña como profesora de Economía en la Universidad de Harvard. Ganadora de la Medalla John Bates Clark en 2025. Su investigación se enfoca en las finanzas públicas, particularmente en la optimalidad de los impuestos. En 2018, fue considerada por la revisa The Economist como una de las 8 mejores economistas jóvenes de la década. En 2020, recibió el Premio de Investigación Elaine Bennett.

## Carrera
El interés en economía de Statcheva tuvo sus orígenes en los conflictos económicos en Bulgaria después del comunismo en la década de 1990. Después de completar su educación secundaria en Francia, realizó sus estudios de Licenciatura en la Universidad de Cambridge en 2007, de Maestría en Economía en la École Polytechnique en 2008 y en Escuela de Economía de París en 2009. En 2014, concluyó su doctorado en economía en el Instituto de Tecnología de Massachusetts.
Desde 2014, Stantcheva ha sido parte de la Universidad de Harvard. De 2014 a 2016  fue parte de la Harvard Society of Fellows y posteriormente profesora de la facultad de Economía.